# Frontière entre la Bolivie et le Chili

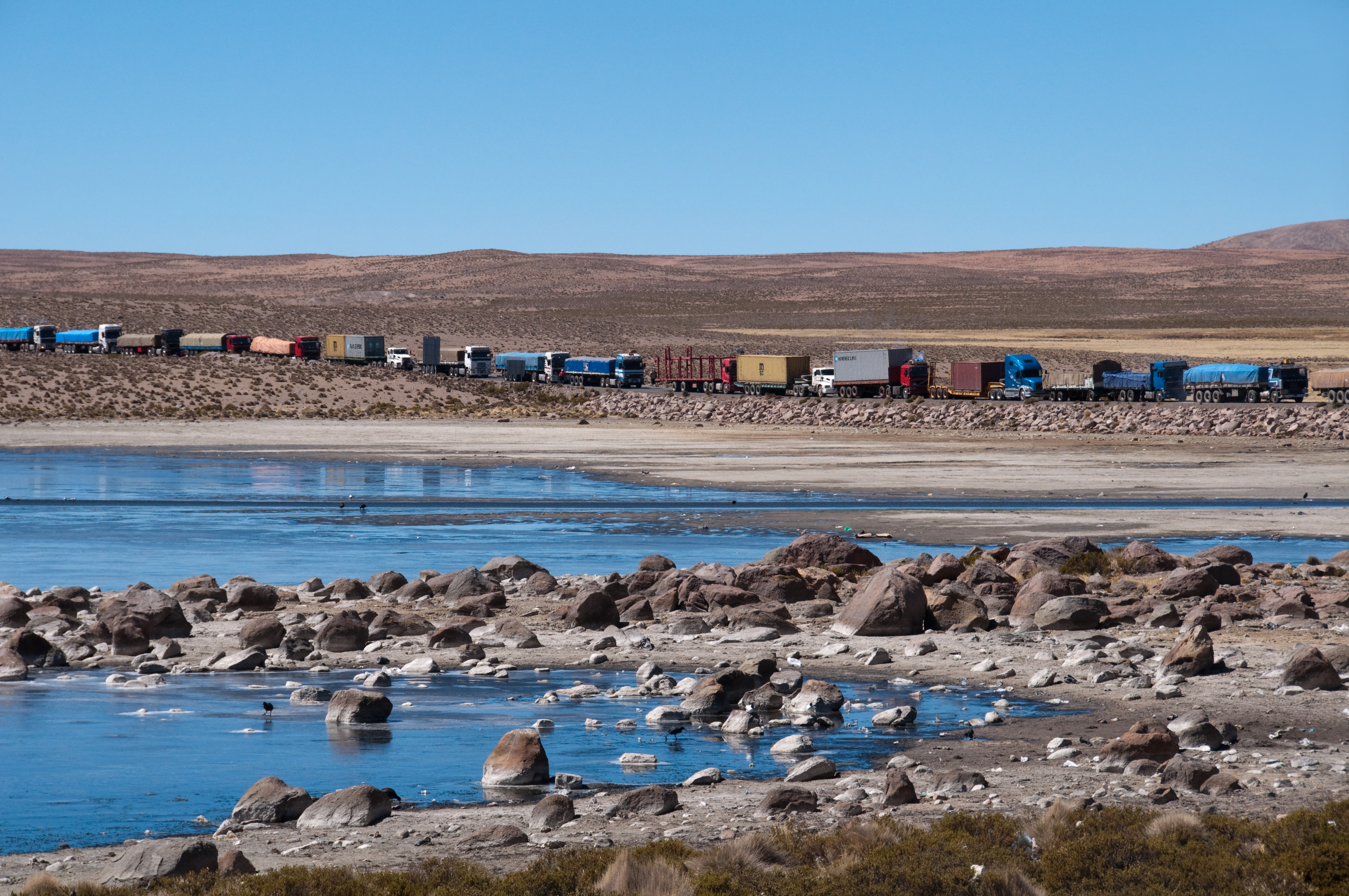
File d'attente de camions au poste-frontière de Tambo Quemado.

La frontière terrestre entre la Bolivie et le Chili est une frontière internationale d'une longueur de 861 kilomètres qui sépare le Chili de la Bolivie en Amérique du Sud.

En rouge, le territoire perdu par la Bolivie au profit du Chili en 1883.

Cette frontière a été fixée avec la paix signée entre le Chili et la Bolivie en 1904, à la suite de la guerre du Pacifique
En 1880, le Chili envahit la côte bolivienne lors de la guerre du Pacifique. Par le traité de Valparaiso, le Chili acquiert la région d'Antofagasta qui voit la Bolivie perdre son accès à la mer. 
À la suite de la guerre, la Bolivie disposait toujours de la Puna de Atacama, enclavée entre les territoires nouvellement annexés par le Chili et l'Argentine. En 1889, la Bolivie cédait secrètement le territoire à l'Argentine. Au cours des années qui suivirent différents documents signés entre les trois pays, clarifiaient le différend frontalier de la Puna de Atacama.
L'accord de 1904 est aujourd'hui contesté par la Bolivie, qui a donc soumis le cas au tribunal international de La Haye. 